# Kumbatine-Nationalpark
Der Kumbatine-Nationalpark ist ein Nationalpark im Nordosten des australischen Bundesstaates New South Wales, 332 Kilometer nördlich von Sydney, etwa 45 Kilometer nordwestlich von Port Macquarie und rund 105 Kilometer südwestlich von Coffs Harbour.
Der Park liegt südlich des Macleay River und nördlich des Wilson River zwischen dem Willi-Willi-Nationalpark im Osten und dem Maria-Nationalpark im Westen.  Im Park sind Eukalyptuswälder, insbesondere mit den Spezies Blackbutt und Flooded Gum geschützt.